# Дипол
Дипол е термин от физиката, свързан с електрическите и магнитните свойства на веществата, атомите и молекулите. Има два вида диполи – електрически и магнитен. Електрическият дипол е двойка от положителен и отрицателен заряд, разположени на известно разстояние. Най-простият пример за такъв дипол са двойка електрически заряди, равни по големина и противоположни по знак, разделени от малко разстояние. Магнитният дипол най-общо характеризира магнитните свойства на електрически ток, протичащ по затворен контур. Най-простият пример за такъв дипол е намотка от проводник, по която тече постоянен ток.
Свойствата на дипола се описват с векторни величини, като най-често се изобразява само единият вектор. Средната точка между двата заряда (полюса) се приема за център на дипола и се нарича полярна ос.

## Електрически дипол
Пример за индуциран електрически дипол е всеки атом, върху който е приложено външно електрично поле, което променя взаимното положение на ядрото (положителен заряд) и електронния облак (отрицателен заряд). При липса на такова външно въздействие атомът изгубва свойството на дипол. Водната молекула, в която двата водородни атома и кислородният атом образуват ъгъл от 105°, е постоянен електрически дипол. В техниката електрически дипол е полувълновата диполна антена, в която цикличното движение на електроните периодично променя единия край в положителен, а другия в отрицателен.
При поставянето на електрически дипол в електрическо поле възниква въртящ момент, при който оста на дипола се ориентира по линиите на полето. Големината на въртящия момент е максимална, когато диполът е ориентиран перпендикулярно на полето, но зависи не само от силата му, но и от разстоянието и големината на двата заряда на дипола. Ако означим големината на зарядите с q и разстоянието между тях с d, произведението qd се дефинира като електрически диполен момент. Той е основна характеристика на системата от заряди при наблюдение от разстояние (наред със сумарния заряд и положението на системата като цяло). Големината му се определя като максималният въртящ момент, породен от единица електрично поле във вакуум. Електрическият диполен момент е вектор с посока от отрицателния към положителния заряд и има тенденция да се ориентира по линиите на полето.
Електретите са вещества, които се характеризират с остатъчен постоянен електрически заряд, свързан с наличието на постоянни електрически диполи.

## Магнитен дипол
Магнитният дипол се свежда най-общо до микроскопичен магнит и характеризира магнитните свойства на електрически ток, протичащ по затворен контур. Примери за микроскопичен магнитен дипол са електроните около атомното ядро, както и електрон или положително заредено атомно ядро, въртящи се около оста си. Понякога в атома тези ефекти се анулират взаимно, така че някои типове атоми може да не са магнитни диполи. Когато това обаче не е в сила, атомът представлява постоянен магнитен дипол, например атомите на желязото. В случая на феромагнитен материал милиони железни атоми спонтанно се ориентират в една посока и формират магнитен дипол. Пример за макроскопичен магнитен дипол са иглата на компаса и пръчка постоянен магнит. 